# Eygalayes
 Eygalayes  là một xã thuộc tỉnh Drôme trong vùng Auvergne-Rhône-Alpes đông nam nước Pháp. Xã Eygalayes nằm ở khu vực có độ cao từ 722-1484 mét trên mực nước biển.
Dân số năm 2006 là 71 người.